# Laccopetalum giganteum
Laccopetalum giganteum là một loài thực vật có hoa trong họ Mao lương. Loài này được (Wedd.) Ulbr. mô tả khoa học đầu tiên năm 1906.